# Дзярни
Дзярни (пол. Dziarny, нім. Groß Sehren) — село в Польщі, у гміні Ілава Ілавського повіту Вармінсько-Мазурського воєводства.
Населення — 175 осіб (2011).
У 1975-1998 роках село належало до Ольштинського воєводства.

## Демографія
Демографічна структура станом на 31 березня 2011 року:
|          | Загалом | Допрацездатний вік | Працездатний вік | Постпрацездатний вік |
| -------- | ------- | ------------------ | ---------------- | -------------------- |
| Чоловіки | 89      | 25                 | 58               | 6                    |
| Жінки    | 86      | 21                 | 52               | 13                   |
| Разом    | 175     | 46                 | 110              | 19                   |